# Ligne de chemin de fer Tel Aviv–Jérusalem

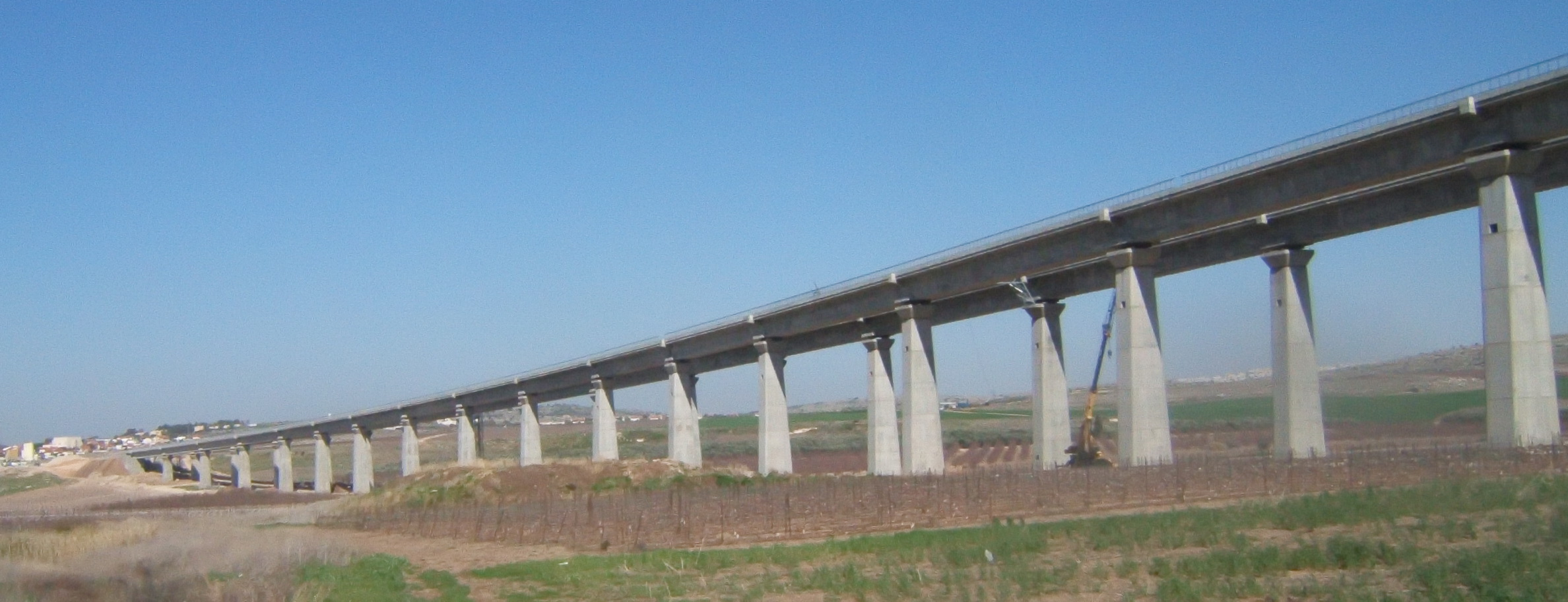
Le pont au-dessus de la Vallée d'Ayalon, l'un des plus reconnaissables monuments du projet.

La ligne de chemin de fer Tel-Aviv–Jérusalem, appelée également Plan A1 ou Ligne 29, est une ligne de chemin de fer qui relie les villes de Tel-Aviv-Jaffa et de Jérusalem en Israël, en construction à compter de 2001 et ce, pendant plus de 15 ans. Il s'agit de la première ligne de trains électrifiée du pays, destinée à remplacer l'ancienne ligne de Jaffa à Jerusalem (en), qui avait été construite sous la direction de sociétés françaises, au moment où l'Empire ottoman était présent (vers 1892). Elle est souvent appelée ligne à grande vitesse, pour la différencier de l'ancienne, bien que sa vitesse de pointe de 160 km/h ne permette pas cette appellation. Elle devrait relier en 28 minutes Jérusalem et la gare de Tel-Aviv HaHagana, contre près de 2 heures avec la ligne historique et en 20 minutes Jérusalem à l'aéroport Ben Gourion.
Cette nouvelle voie de chemin de fer d'une longueur de 56 km électrifiée à double voie, aura coûté environ 7 milliards de shekel, du fait de la difficulté de construction et du besoin de tunnels et de ponts sur un tracé montagneux.
La ligne est ouverte au service passagers depuis le quatrième trimestre 2018. Le Premier ministre israélien Benjamin Netanyahou inaugure le 20 septembre 2018 la ligne, qui ne dessert alors que le tronçon entre Jérusalem Yitzhak Navon et Lod - aéroport Ben Gourion.
En décembre 2020, la ligne relie finalement les gares de Tel Aviv-HaHagana (en) à Jerusalem - Yitzhak Navon en 32 minutes,.
La ligne a par la suite été étendue jusqu'à Herzliya pour un trajet de 55 minutes.

## Fonctionnement
En semaine, les trains partent toutes les 30 minutes de 6 h 20 à 21 h 30 du dimanche au jeudi et s’arrêtent à l’aéroport Ben Gourion. 
Aucun train ne circule le vendredi ni le samedi en journée ; mais le samedi soir après Shabbat, deux trains circulent dans chaque direction.
Chaque trajet coûte 22 shekels (hors réduction).

## Motivation
La ligne relie les deux plus grandes villes et centres économiques d'Israël, Tel Aviv-Jaffa et Jérusalem ainsi que le principal aéroport du pays. Le transport public est majoritairement routier par autobus et est assez embouteillé ; le ferroviaire en Israël ne représente que 6 % des déplacements, contre 30 à 60 % dans les pays de l'OCDE.

## Études préalables

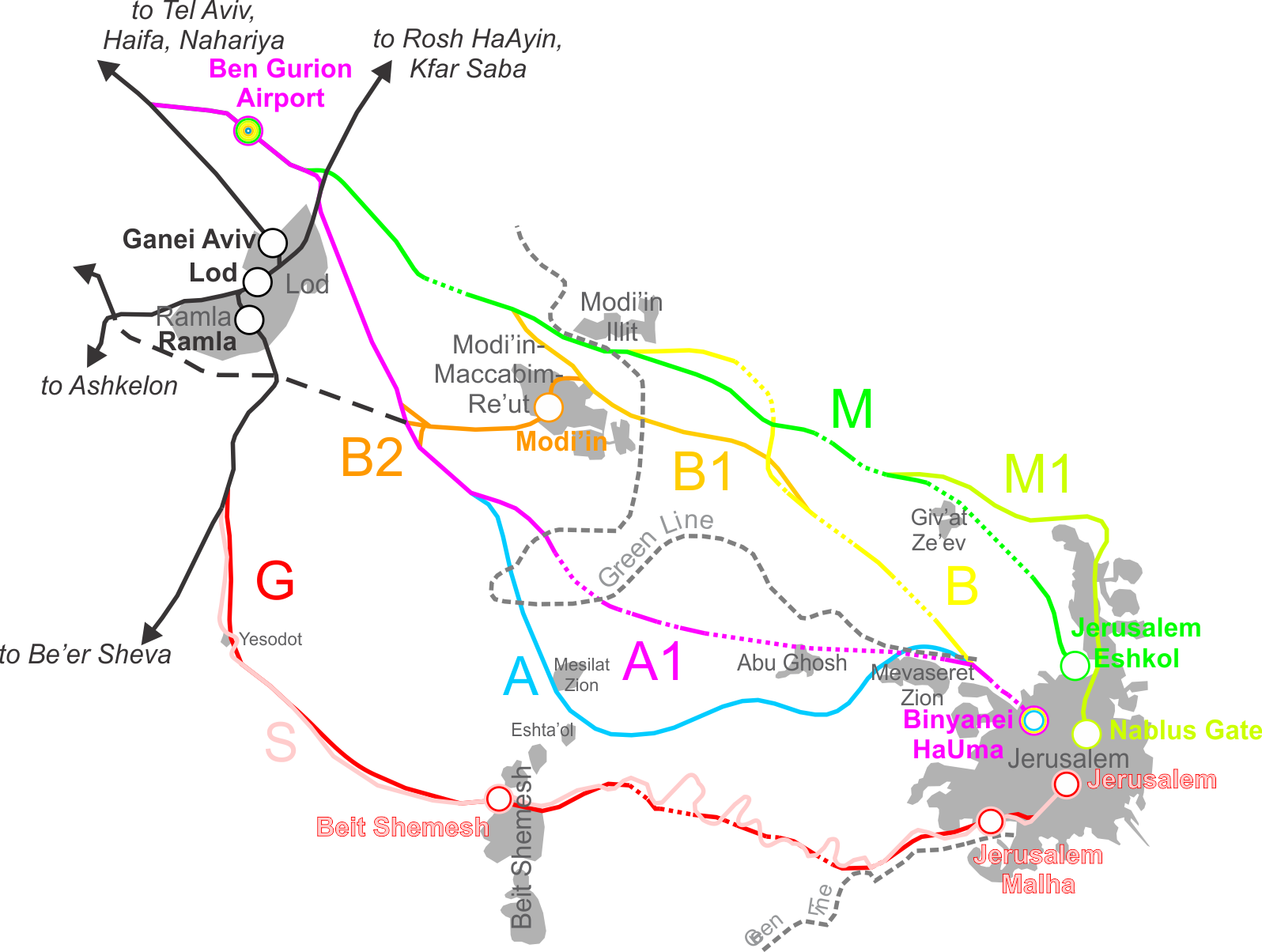
Carte de l'itinéraire sélectionné (A1, en violet clair), avec des itinéraires qui n'ont pas été retenus. Les pointillés indiquent les tunnels.

À la suite de la suspension du service de la ligne de Jaffa à Jerusalem (en) en 1998 en raison de son trop mauvais état (la ligne d'origine datait de la période ottomane, en 1892), le besoin se fait sentir de créer une nouvelle desserte ferroviaire entre Tel-Aviv et Jérusalem. Plusieurs propositions ont émergé entre 2000 et 2001 :
- Les Plans S et S1 se basent sur l'ancienne ligne à voie unique, et prévoient des réparations mineures, le doublement de la voie, et le percement de quelques tunnels.
- Les Plans G et G1 se basent sur le tracé de l'ancienne route, mais avec des travaux beaucoup plus lourds et de nombreux tunnels.
- Les Plans B, B1, B2, M et M1 proposent la construction d'une nouvelle ligne passant par Modiin-Maccabim-Reout, plus au nord.
- Les Plans A et A1 proposent la construction d'une nouvelle ligne sur un tracé similaire à celui de l'Autoroute 1.

Les plans B et M sont rejetés immédiatement, car passant par la Cisjordanie. La Municipalité de Jérusalem a soutenu le plan G1, tandis que les chemins de fer israéliens préféraient le plan S pour un déploiement plus rapide, suivi du plan A1. Le 13 juin 2001, le Ministre des Transports, Ephraïm Sneh et le Premier Ministre Ariel Sharon ont choisi de suivre l'avis des chemins de fer israéliens. Le plan G traversait en effet une réserve naturelle, ce qui a causé des préoccupations écologiques.

## Construction

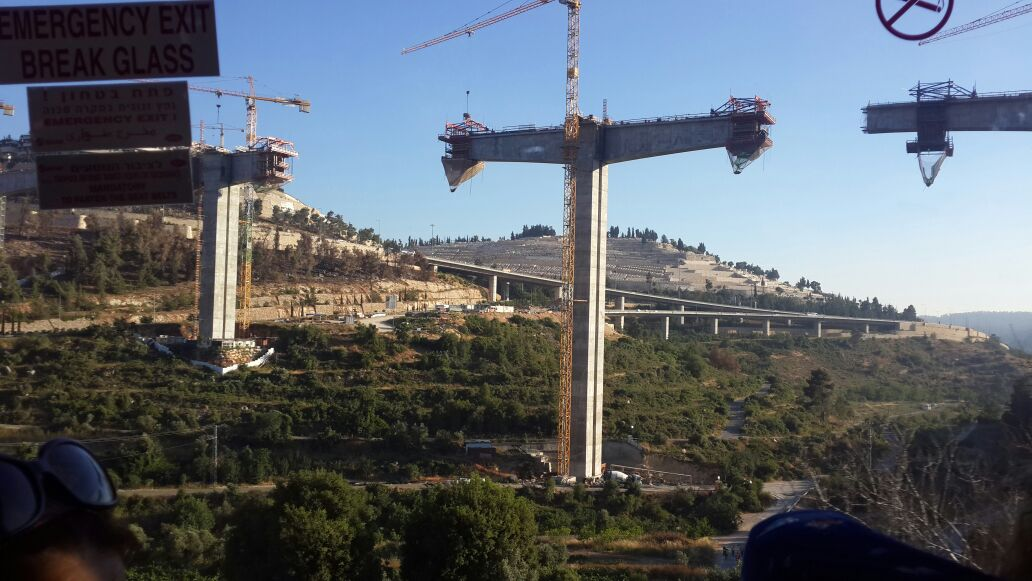
Un ouvrage d'art en construction sur le tracé de la voie.

La construction de la nouvelle ligne électrifiée a débuté en 2001 et a été divisée en plusieurs sections, d'ouest en est :
- Tel Aviv – Aéroport Ben Gourion : achevée en 2004
- Aéroport Ben Gourion – Kfar Daniel : achevée en 2007
- Kfar Daniel – Latroun  : achevée en 2011
- Latroun – Sha'ar HaGai
- Sha'ar HaGai - Mevasseret Tsion : achevée en 2014
- Mevaseret Sion – Jérusalem

### Ponts et tunnels
La ligne comprend 38 kilomètres de tunnels et huit ponts d'une longueur de 7,5 km en raison du relief semi-montagneux.

## Difficultés et controverses

### Difficultés financières
En raison du coût extrêmement élevé du projet, il rencontre des difficultés financières depuis sa création, bien qu'il soit présenté comme un « projet-phare ». Le coût initial était estimé à 2,8 milliards de shekels, même si, après une ré-évaluation en 2008, ce montant est passé à environ 6 milliards. 

### Cisjordanie
Deux sections de la voie de chemin de fer passent par la Cisjordanie, sur une distance de 6 km.

### Écologie
Plusieurs associations écologistes se sont opposées à cette voie de chemin de fer, notamment en raison du passage par la rivière Yitla, parc naturel.